# Frederika Pruská
Frederika Pruská (Frederika Šarlota Ulrika Kateřina; 7. května 1767, Charlottenburg – 6. srpna 1820, Surrey) se narodila jako pruská princezna, nejstarší dcera pruského krále Fridricha Viléma II. Sňatkem s princem Bedřichem Augustem, druhým synem krále Jiřího III., se stala také britskou princeznou.

## Dětství
Frederika Šarlota se narodila v Charlottenburgu jako nejstarší dítě budoucího pruského krále Fridricha Viléma II., a jako jediné dítě jeho druhé manželky a sestřenice Alžběty Kristýny Ulriky Brunšvicko-Wolfenbüttelské.
V době jejího narození seděl na pruském trůnu její bezdětný prastrýc Fridrich II. Veliký. Její otec byl královým synovcem a předpokládaným dědicem, její matka byla také jeho neteří. Jejich svazek byl mimořádně nešťastný kvůli jejich vzájemným nevěrám. Po několika poměrech s hudebníky a úředníky Frederičina matka v roce 1769 otěhotněla. Alžběta Kristýna plánovala se svým milencem opustit Prusko, byla však vyzrazena a zadržena, což vyvolalo veřejný skandál. Po rychlém rozvodu byla Alžběta Kristýna umístěna v domácím vězení na zámku ve Štětíně, kde zůstala dalších sedmdesát jedna let do své smrti v roce 1840.
Frederice Šarlotě byly v době matčina vypovězení dva roky a nikdy svou matku znovu nespatřila. Fridrich Veliký údajně pociťoval soucit s její matkou a svěřil Frederiku Šarlotu do péče své manželky Alžběty Kristýny Brunšvicko-Bevernské se slovy: „Zůstalo po ní jen toto ubohé dítě, které nemůže najít azyl jinde, než u Vás; nechte té malé apartmány, které v poslední době obývala má neteř z Holandska“. Frederika Šarlota prožila u bezdětné královny Alžběty Kristýny údajně šťastné dětství. Královna se ve své praneteři a pěstounské dceři viděla a po celý život s ní udržovala čilou korespondenci.

## Manželství
Čtyřiadvacetiletá Frederika se 29. září 1791 na zámku Charlottenburg provdala za prince Bedřicha Augusta, druhorozeného syna britského krále Jiřího III. Druhý svatební obřad se uskutečnil 23. listopadu v Buckingham House. Nová vévodkyně z Yorku byla v Londýně přivítána s nadšením.
Sňatek mezi Frederikou a princem Bedřichem byl uzavřen proto, aby pár poskytl britskému trůnu dědice, princ z Walesu byl v té době tajně ženatý a jeho manželský status byl komplikovaný. Princ z Walesu, který byl v té době nelegálně ženatý s Marií Fitzherbertovou údajně považoval za zbytečné vstoupit do dynastického manželství, když se jeho bratr oženil s princeznou a může tak dát trůnu dědice místo něj. Frederika byla vybrána na přání Fridricha Velikého, který nechal Jiřímu III. přečíst dopis od Frederiky, zobrazující její jemnou a láskyplnou povahu, a úspěšně očekával, že se tím dotkne Jiřího III. a přiměje ho, aby ho požádal o její ruku pro svého syna.
Po svatbě její tchyně královna Šarlota napsala královně Alžbětě Kristýně: „Pokud by k mé spokojenosti s výběrem mého syna mohlo něco přispět, byl by to živý zájem, který má Vaše Veličenstvo o osud této princezny, Vaší žačky, a ujišťuji vás, že princezna, která vyrostla pod Vaším dohledem, ve mně najde nejen matku, ale také přítelkyni; a doufám, že získáním princeznina přátelství získám také část Vašeho, což by pro mě mělo velkou hodnotu“. Královna dodržela svá slova, Frederika psala do Pruska své pěstounské matce, jak s ní tchyně dobře zachází a jak se cítí v Anglii vítána. Frederika se zajímala o politické projevy a jednou zůstala ve sněmovně několik hodin, které jí připadaly jen jako minuty.
Manželství však šťastné nebylo a po třech letech již bylo zřejmé, že vévodský pár z Yorku a Albany nebude mít děti. Spolu s tímto faktem a slibem parlamentu, že zaplatí jeho dluhy, souhlasil princ z Walesu s dynastickým sňatkem. Frederika a Bedřich žili odděleně, Frederika odešla do Oatlands Park ve Weybridge, kde žila až do své smrti. Vztah manželů byl po odloučení zřejmě přátelský, k usmíření a návratu k sobě však nikdy nedošlo.
Frederika je popisována jako: „chytrá a dobře informovaná; má ráda společnost a nemá ráda žádné formy a obřady, i v tom nejdůvěrnějším vztahu si však vždy zachovává určitou důstojnost“. V roce 1827 (po její smrti) se o ní tvrdilo, že byla „neškodná, ale excentrická malá žena s mimořádnou oblibou pro kočky a psy, s náznaky německé přísnosti rodinné etikety, v níž vyrůstala v Postupimi“. V Oatlands se věnovala hazardním hrám. Frederika chovala mnoho psů a měla oblíbenou opici. Její tchán jednou poznamenal: „Vždy musíte k něčemu chovat náklonnost, a když chybí děti, jsou předmětem náklonnosti zvířata“. Po její smrti její manžel upřímně truchlil a byl znepokojený, že by se měla splnit její přání vyjádřená v její poslední vůli.
Frederika Šarlota Pruská zemřela 6. srpna 1820 v Oatlands Park ve Weybridge v anglickém hrabství Surrey a připomíná ji památník vztyčený lidmi z Weybridge na Monument Green ve Weybridge.

## Vývod z předků
Její rodiče byli oboustranní bratranec a sestřenice, měla tedy z matčiny i otcovy strany tytéž praprarodiče, tj. celkově pouze 4 praprarodiče místo standardních osmi (tzv. ztráta předků, implex rodokmene).
|                  |                                                    |  |                                                            |                                                            |  |  |  |  |  |  |  | Fridrich I. Pruský |
|                  |                                                    |  |                                                            |                                                            |  |  |  |  |  |  |  |                    |
|                  | Fridrich Vilém I.                                  |  |                                                            |                                                            |  |  |  |  |  |  |  |                    |
|                  |                                                    |  |                                                            |                                                            |  |  |  |  |  |  |  |                    |
|                  |                                                    |  |                                                            | Žofie Šarlota Hannoverská                                  |  |  |  |  |  |  |  |                    |
|                  |                                                    |  |                                                            |                                                            |  |  |  |  |  |  |  |                    |
|                  | August Vilém Pruský                                |  |                                                            |                                                            |  |  |  |  |  |  |  |                    |
|                  |                                                    |  |                                                            |                                                            |  |  |  |  |  |  |  |                    |
|                  |                                                    |  |                                                            | Jiří I.                                                    |  |  |  |  |  |  |  |                    |
|                  |                                                    |  |                                                            |                                                            |  |  |  |  |  |  |  |                    |
|                  | Žofie Dorotea Hannoverská                          |  |                                                            |                                                            |  |  |  |  |  |  |  |                    |
|                  |                                                    |  |                                                            |                                                            |  |  |  |  |  |  |  |                    |
|                  |                                                    |  |                                                            | Žofie Dorotea z Celle                                      |  |  |  |  |  |  |  |                    |
|                  |                                                    |  |                                                            |                                                            |  |  |  |  |  |  |  |                    |
|                  | Fridrich Vilém II.                                 |  |                                                            |                                                            |  |  |  |  |  |  |  |                    |
|                  |                                                    |  |                                                            |                                                            |  |  |  |  |  |  |  |                    |
|                  |                                                    |  |                                                            | Ferdinand Albrecht I. Brunšvicko-Wolfenbüttelsko-Bevernský |  |  |  |  |  |  |  |                    |
|                  |                                                    |  |                                                            |                                                            |  |  |  |  |  |  |  |                    |
|                  | Ferdinand Albrecht II. Brunšvicko-Wolfenbüttelský  |  |                                                            |                                                            |  |  |  |  |  |  |  |                    |
|                  |                                                    |  |                                                            |                                                            |  |  |  |  |  |  |  |                    |
|                  |                                                    |  |                                                            | Kristýna Hesensko-Eschwegeská                              |  |  |  |  |  |  |  |                    |
|                  |                                                    |  |                                                            |                                                            |  |  |  |  |  |  |  |                    |
|                  | Luisa Amálie Brunšvicko-Wolfenbüttelská            |  |                                                            |                                                            |  |  |  |  |  |  |  |                    |
|                  |                                                    |  |                                                            |                                                            |  |  |  |  |  |  |  |                    |
|                  |                                                    |  |                                                            | Ludvík Rudolf Brunšvicko-Wolfenbüttelský                   |  |  |  |  |  |  |  |                    |
|                  |                                                    |  |                                                            |                                                            |  |  |  |  |  |  |  |                    |
|                  | Antonie Amálie Brunšvicko-Wolfenbüttelská          |  |                                                            |                                                            |  |  |  |  |  |  |  |                    |
|                  |                                                    |  |                                                            |                                                            |  |  |  |  |  |  |  |                    |
|                  |                                                    |  |                                                            | Kristýna Luisa Öttingenská                                 |  |  |  |  |  |  |  |                    |
|                  |                                                    |  |                                                            |                                                            |  |  |  |  |  |  |  |                    |
| Frederika Pruská |                                                    |  |                                                            |                                                            |  |  |  |  |  |  |  |                    |
|                  |                                                    |  |                                                            |                                                            |  |  |  |  |  |  |  |                    |
|                  |                                                    |  | Ferdinand Albrecht I. Brunšvicko-Wolfenbüttelsko-Bevernský |                                                            |  |  |  |  |  |  |  |                    |
|                  |                                                    |  |                                                            |                                                            |  |  |  |  |  |  |  |                    |
|                  | Ferdinand Albrecht II. Brunšvicko-Wolfenbüttelský  |  |                                                            |                                                            |  |  |  |  |  |  |  |                    |
|                  |                                                    |  |                                                            |                                                            |  |  |  |  |  |  |  |                    |
|                  |                                                    |  |                                                            | Kristýna Hesensko-Eschwegeská                              |  |  |  |  |  |  |  |                    |
|                  |                                                    |  |                                                            |                                                            |  |  |  |  |  |  |  |                    |
|                  | Karel I. Brunšvicko-Wolfenbüttelský                |  |                                                            |                                                            |  |  |  |  |  |  |  |                    |
|                  |                                                    |  |                                                            |                                                            |  |  |  |  |  |  |  |                    |
|                  |                                                    |  |                                                            | Ludvík Rudolf Brunšvicko-Wolfenbüttelský                   |  |  |  |  |  |  |  |                    |
|                  |                                                    |  |                                                            |                                                            |  |  |  |  |  |  |  |                    |
|                  | Antonie Amálie Brunšvicko-Wolfenbüttelská          |  |                                                            |                                                            |  |  |  |  |  |  |  |                    |
|                  |                                                    |  |                                                            |                                                            |  |  |  |  |  |  |  |                    |
|                  |                                                    |  |                                                            | Kristýna Luisa Öttingenská                                 |  |  |  |  |  |  |  |                    |
|                  |                                                    |  |                                                            |                                                            |  |  |  |  |  |  |  |                    |
|                  | Alžběta Kristýna Ulrika Brunšvicko-Wolfenbüttelská |  |                                                            |                                                            |  |  |  |  |  |  |  |                    |
|                  |                                                    |  |                                                            |                                                            |  |  |  |  |  |  |  |                    |
|                  |                                                    |  |                                                            | Fridrich I. Pruský                                         |  |  |  |  |  |  |  |                    |
|                  |                                                    |  |                                                            |                                                            |  |  |  |  |  |  |  |                    |
|                  | Fridrich Vilém I.                                  |  |                                                            |                                                            |  |  |  |  |  |  |  |                    |
|                  |                                                    |  |                                                            |                                                            |  |  |  |  |  |  |  |                    |
|                  |                                                    |  |                                                            | Žofie Šarlota Hannoverská                                  |  |  |  |  |  |  |  |                    |
|                  |                                                    |  |                                                            |                                                            |  |  |  |  |  |  |  |                    |
|                  | Filipína Šarlota Pruská                            |  |                                                            |                                                            |  |  |  |  |  |  |  |                    |
|                  |                                                    |  |                                                            |                                                            |  |  |  |  |  |  |  |                    |
|                  |                                                    |  |                                                            | Jiří I.                                                    |  |  |  |  |  |  |  |                    |
|                  |                                                    |  |                                                            |                                                            |  |  |  |  |  |  |  |                    |
|                  | Žofie Dorotea Hannoverská                          |  |                                                            |                                                            |  |  |  |  |  |  |  |                    |
|                  |                                                    |  |                                                            |                                                            |  |  |  |  |  |  |  |                    |
|                  |                                                    |  |                                                            | Žofie Dorotea z Celle                                      |  |  |  |  |  |  |  |                    |
|                  |                                                    |  |                                                            |                                                            |  |  |  |  |  |  |  |                    |